# Sophronica arabica
Sophronica arabica är en skalbaggsart som beskrevs av Stefan von Breuning 1962. Sophronica arabica ingår i släktet Sophronica och familjen långhorningar. Inga underarter finns listade i Catalogue of Life.